# Chrám svatého Mikuláše (Plovdiv)
Chrám svatého Mikuláše (bulharsky Църква „Свети Николай“), známý též jako Chrám svatého Mikuláše Divotvorce (bulharsky Църква „Свети Николай Чудотворец“), je malý pravoslavný chrám nacházející se v architektonicko-historické rezervaci Starý Plovdiv v centrální části města Plovdiv v jižním Bulharsku. Chrám přímo spadá pod nedalekou Katedrálu Zesnutí Bohorodičky.

## Dějiny místa a kostela
První chrám zasvěcený svatému Mikuláši stál na místě dnešního chrámu již v období středověku. Byl postaven někdy kolem roku 1355 v období panování bulharského cara Ivana Alexandra. První písemná zmínka o něm pochází z roku 1581, kdy se o něm zmínil ve svých zápiscích z cesty po Balkánském poloostrově německý teolog Stephan Gerlach. V průběhu 18. století byl tento chrám dvakrát obnovován. Další chrám byl na tomto místě postaven v roce 1801 za finanční prostředky darované z farnosti nedalekého chrámu Zesnutí Bohorodičky. Z důvodu restrikcí určených pro výstavbu tohoto chrámu ze strany osmanských úřadů byla tato budova nedostačující a nekvalitní, tudíž se rozhodlo o výstavbě nové budovy.
Dnešní chrám byl postaven v roce 1835 na základech předešlé budovy z roku 1801. Hlavním sponzorem výstavby byl bohatý plovdivský obchodník Vălko Čalăkov, přezdívaný Golemi Vălko (doslovně Velký Vălko), který bydlel v sousedství chrámu a je v chrámu pochován. V roce 1858 se v chrámu začaly sloužit liturgie v církevní slovanštině.

## Stavba
Z důvodu omezeného prostoru je budova chrámu poměrně malá. Je dlouhá 17,5 metru, široká 7,8 metru a dosahuje výšky 6 metrů. Chrám postavili pravděpodobně mistři ze stavitelské školy ve městě Bracigovo. Jedná se o jednolodní baziliku s jednou apsidou a se střechou s obloukovou klenbou tvořenou dřevěnými deskami. Apsida chrámu je pětistěnná. Na severní straně budovy se nad hlavním vchodem nachází kamenná deska s nápisem v řečtině i bulharštině, na které je zaznamenáno datum výstavby a fakt, že budova vznikla v období působení plovdivského patriarchy Nikefora. Celá budova byla postavena z neopracovaných kamenů s výjimkou východní strany, která je z pravidelných kamenných bloků. V prostoru nad oknem se na východní fasádě budovy nacházejí tři reliéfy s grafikou ve tvaru kříže. Na severní straně fasádu tvoří později dostavený narthex, který nebyl kvůli strmému svahu umístěn na obvyklé západní straně.
Ikonostas chrámu pochází ještě z původní stavby a byl vyroben v roce 1733. Byl vytvořen lokálními dřevořezbářskými mistry a inspirován pravděpodobně ikonostasem z hlavního chrámu Bačkovského kláštera. Je dlouhý 7,5 m a vysoký až 3,9 m. Část ikon v chrámu namaloval bulharský malíř Zacharij Zograf okolo roku 1836. Autorem ikony z roku 1885 zobrazující svaté Petra a Pavla je významný bulharský revolucionář a malíř Georgi Dančov. Některé z ikon včetně hlavní chrámové ikony svatého Mikuláše do chrámu věnovala Rada Čalăkova – manželka hlavního sponzora chrámu. Tato hlavní pozlacená ikona Mikuláše z Myry pravděpodobně původně pochází z území Ruska. Do současnosti se ze staršího chrámu zachoval i dřevěný ozdobně vyřezávaný oltář episkopského trůnu z 18. století. Je vysoký 3,8 m.

## Status stavby
V roce 1998 byl chrám vyhlášen za kulturní památku národního významu. Chrámový svátek se slaví 6. prosince na den Svatého Mikuláše.

## Galerie

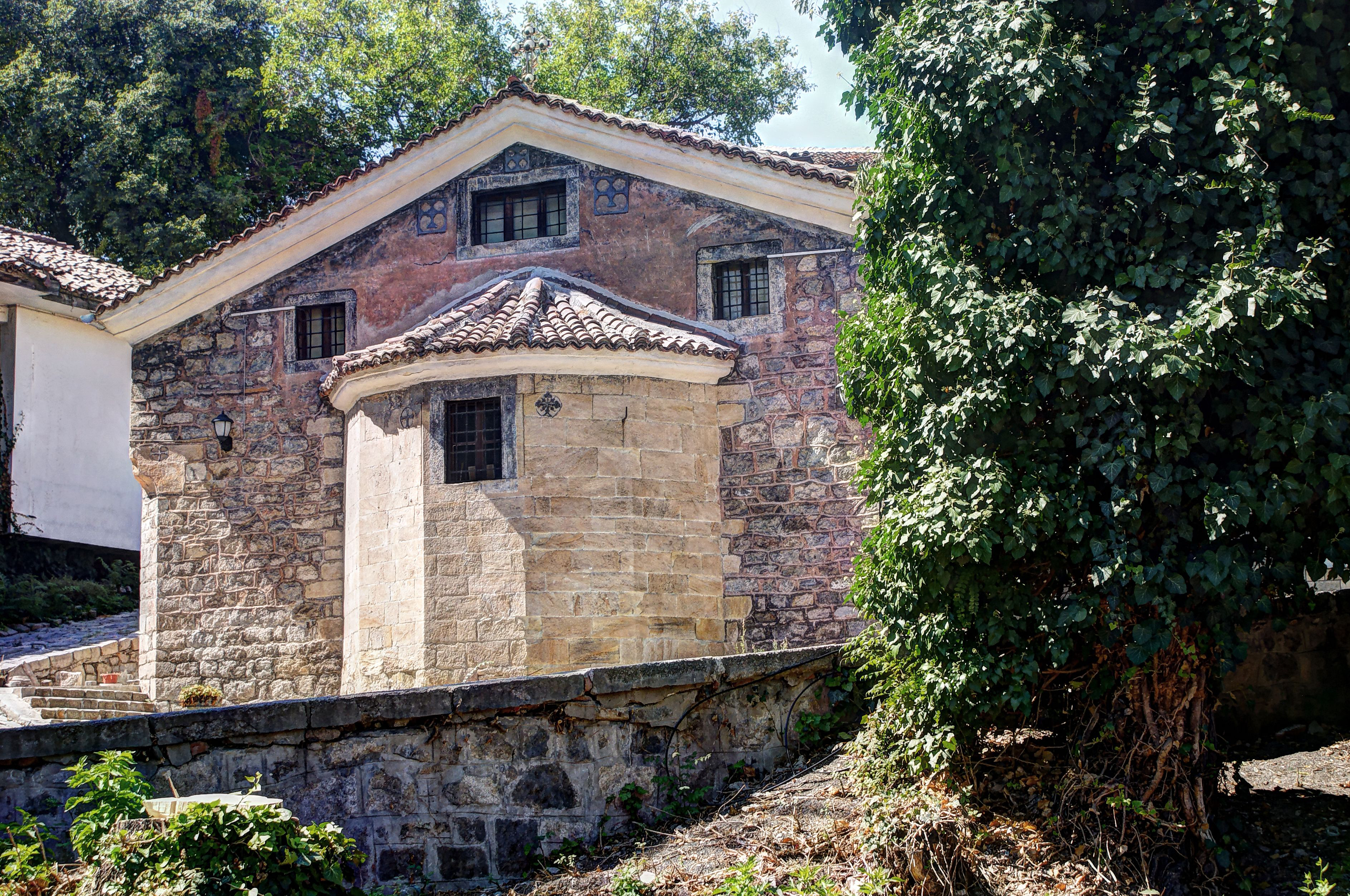
Pohled na chrám ze severovýchodu ze schodů vedoucích ke katedrále Zesnutí Bohorodičky
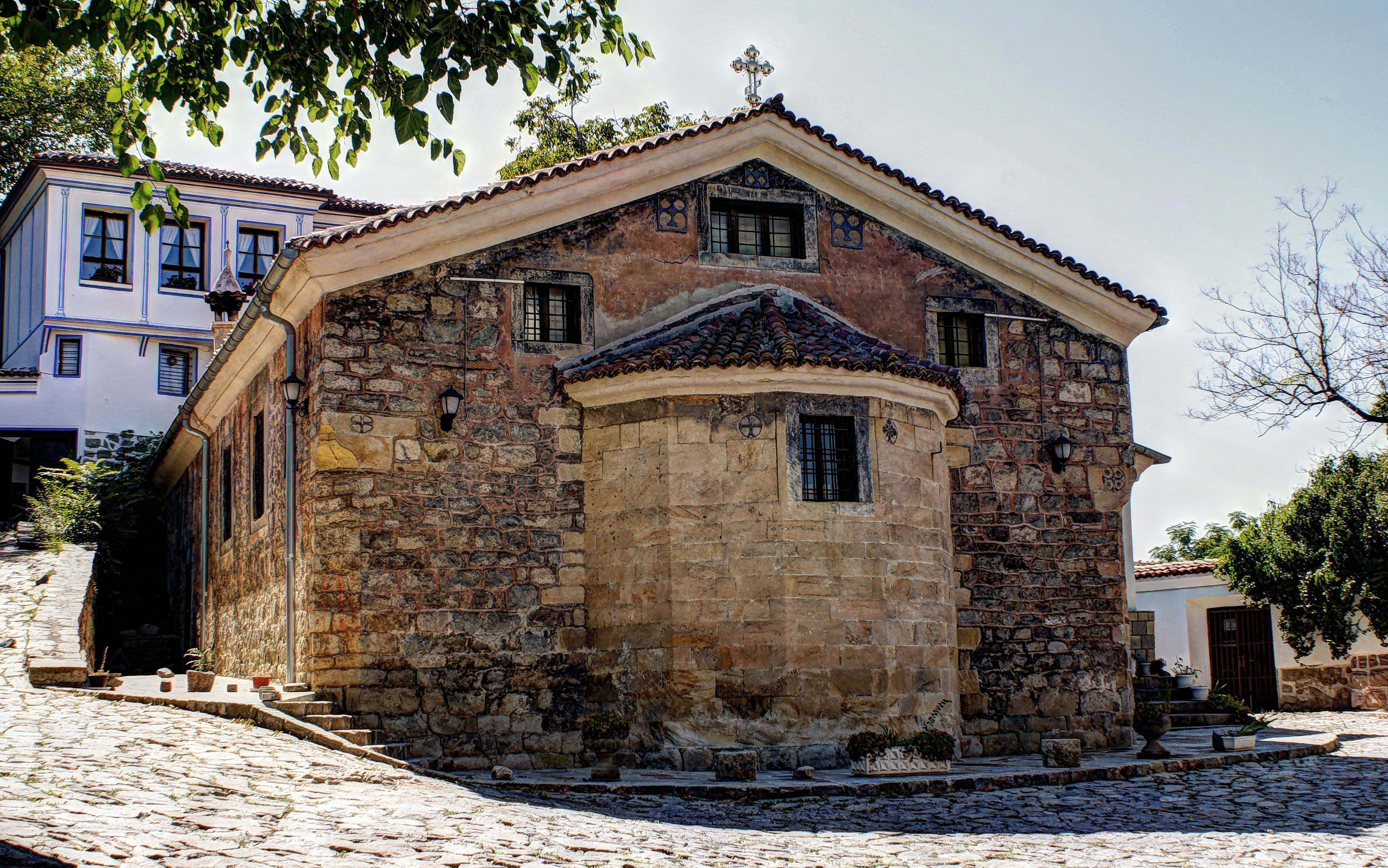
Pohled z východu
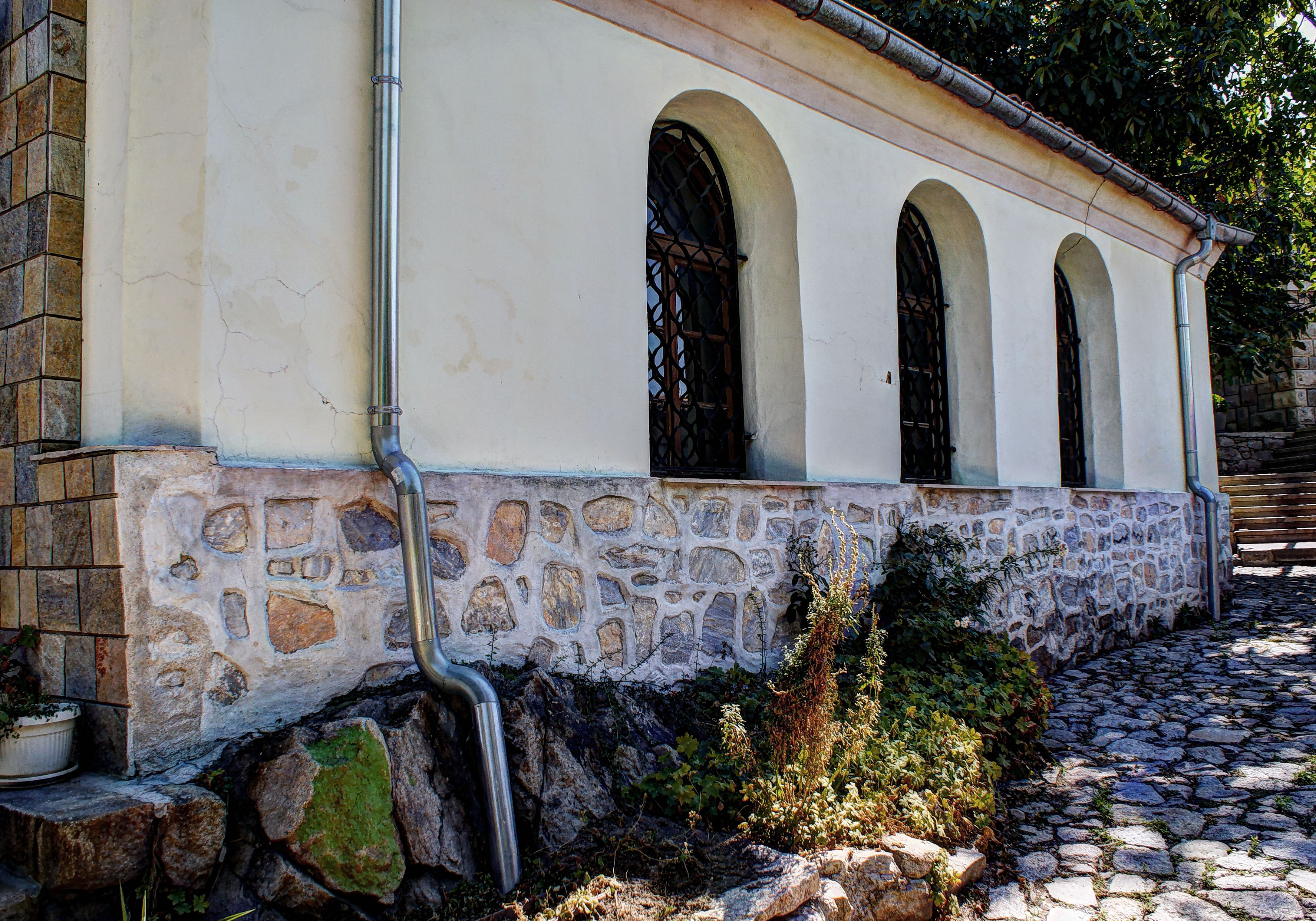
Pohled na severní fasádu budovy
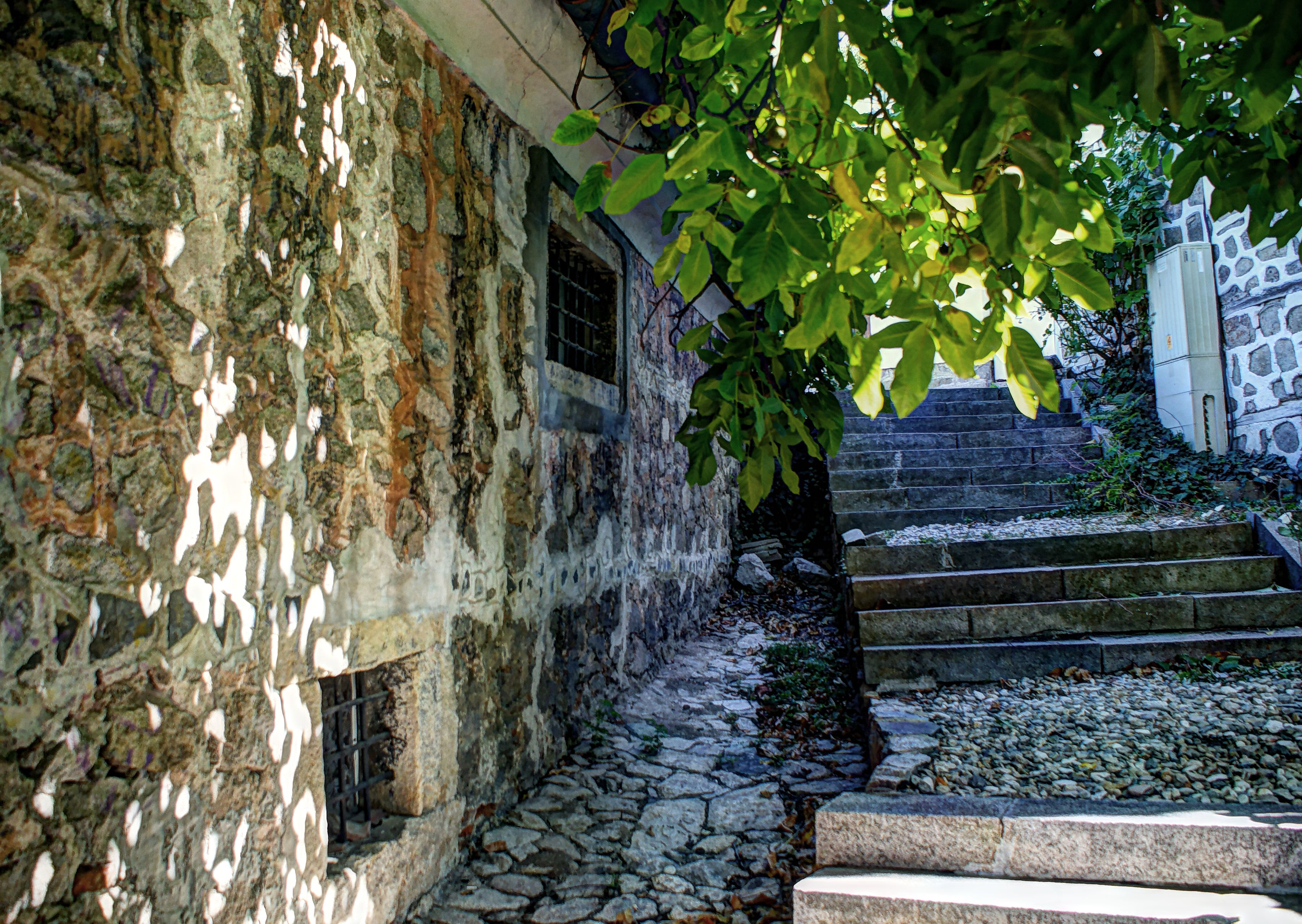
Pohled na nízkou fasádu budovy u schodů na svahu pahorku Taksim tepe
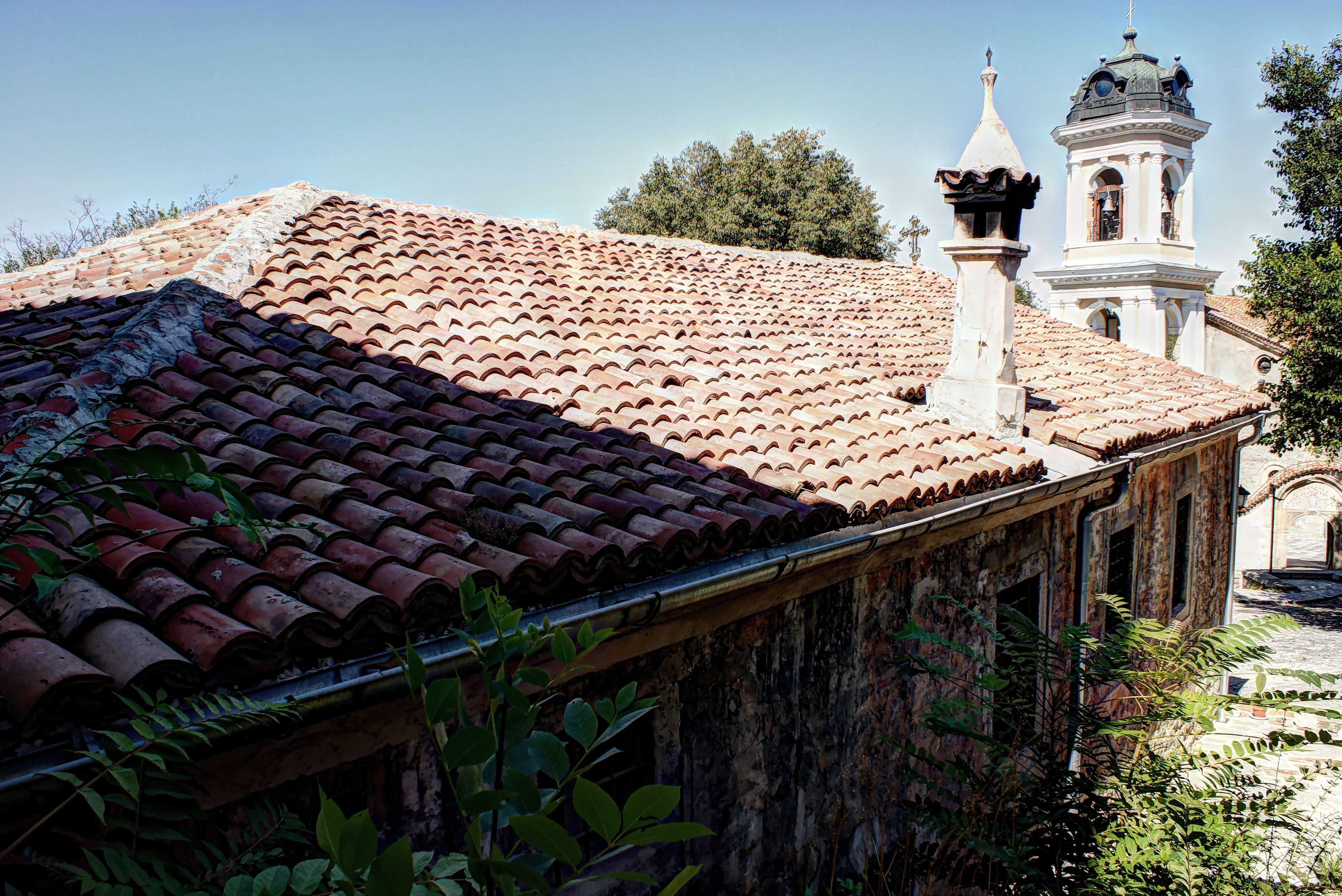
Pohled na střechu z jihu, v pozadí je katedrála Zesnutí Bohorodičky
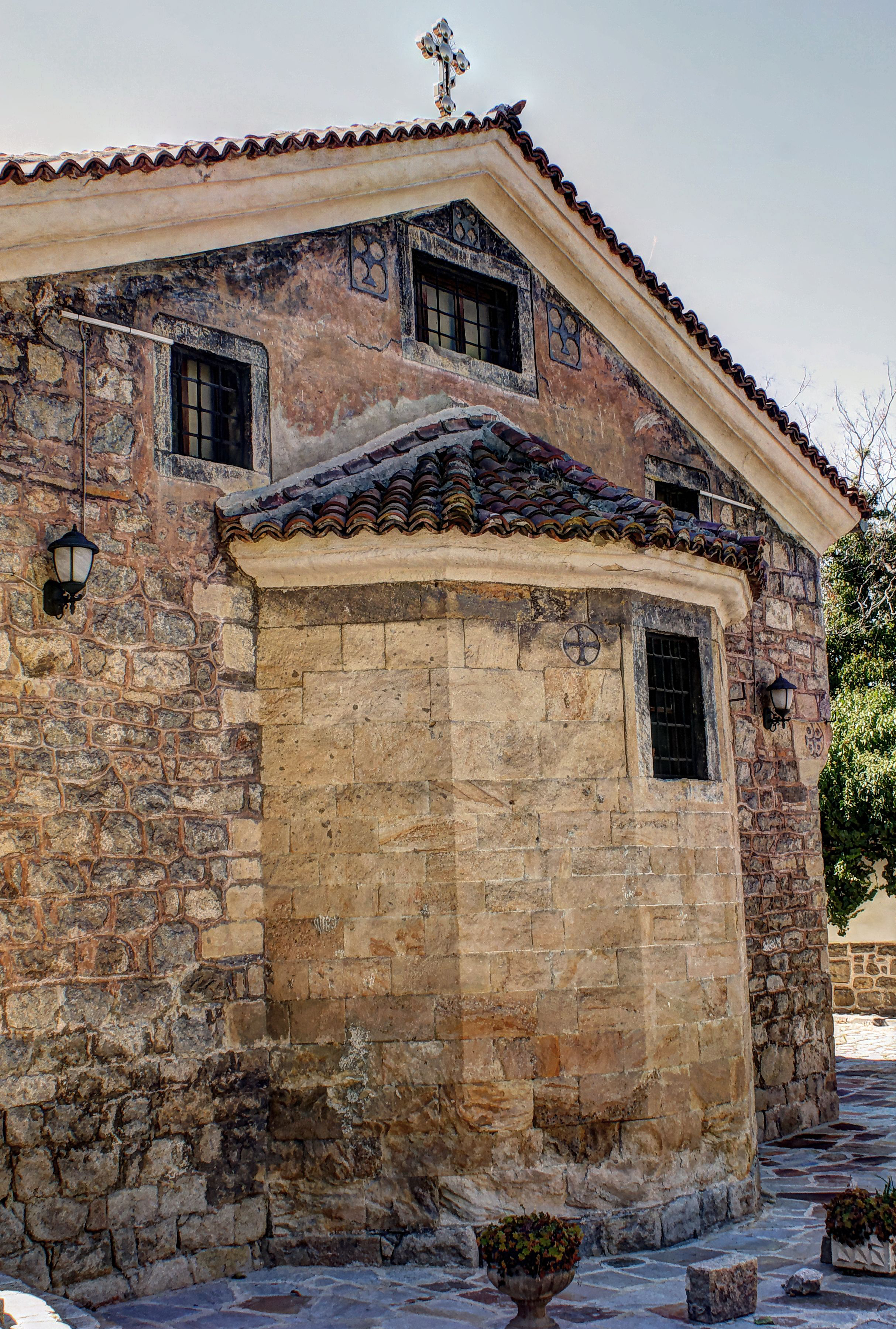
Pohled na východní fasádu budovy s apsidou
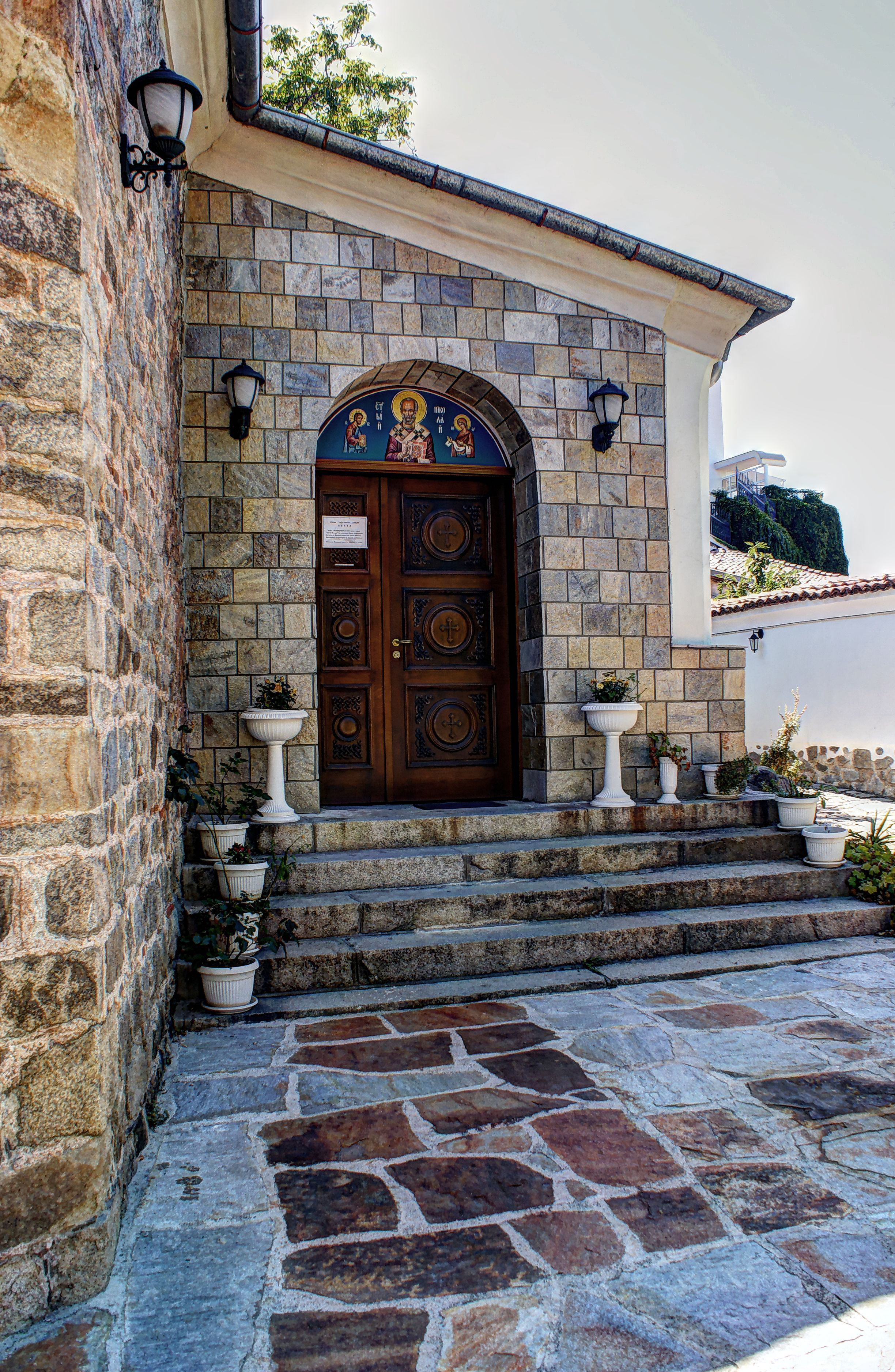
Pohled na vchod do chrámu ve východní části narthexu
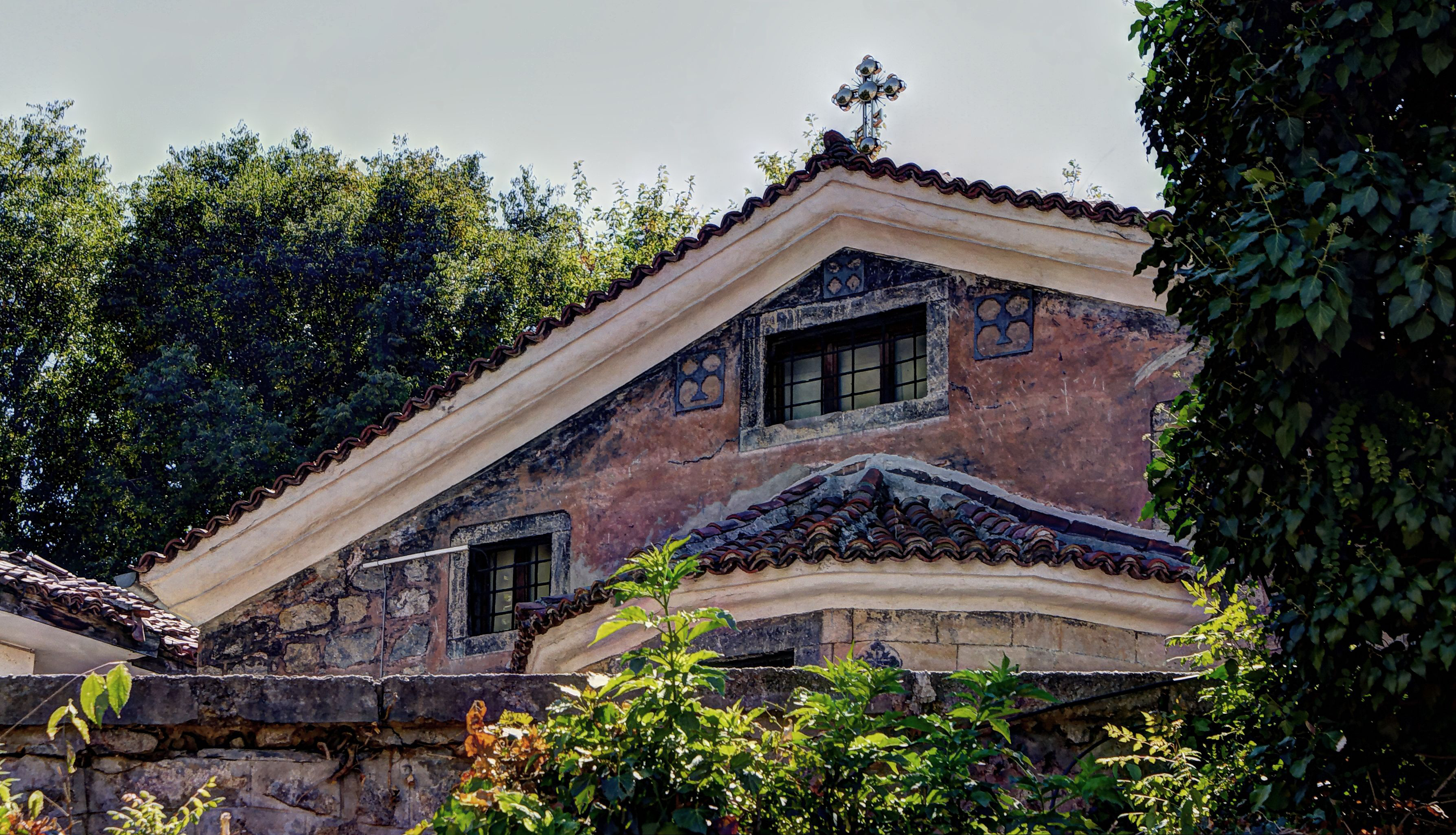
Detailní pohled na vrchní část východní fasády chrámu
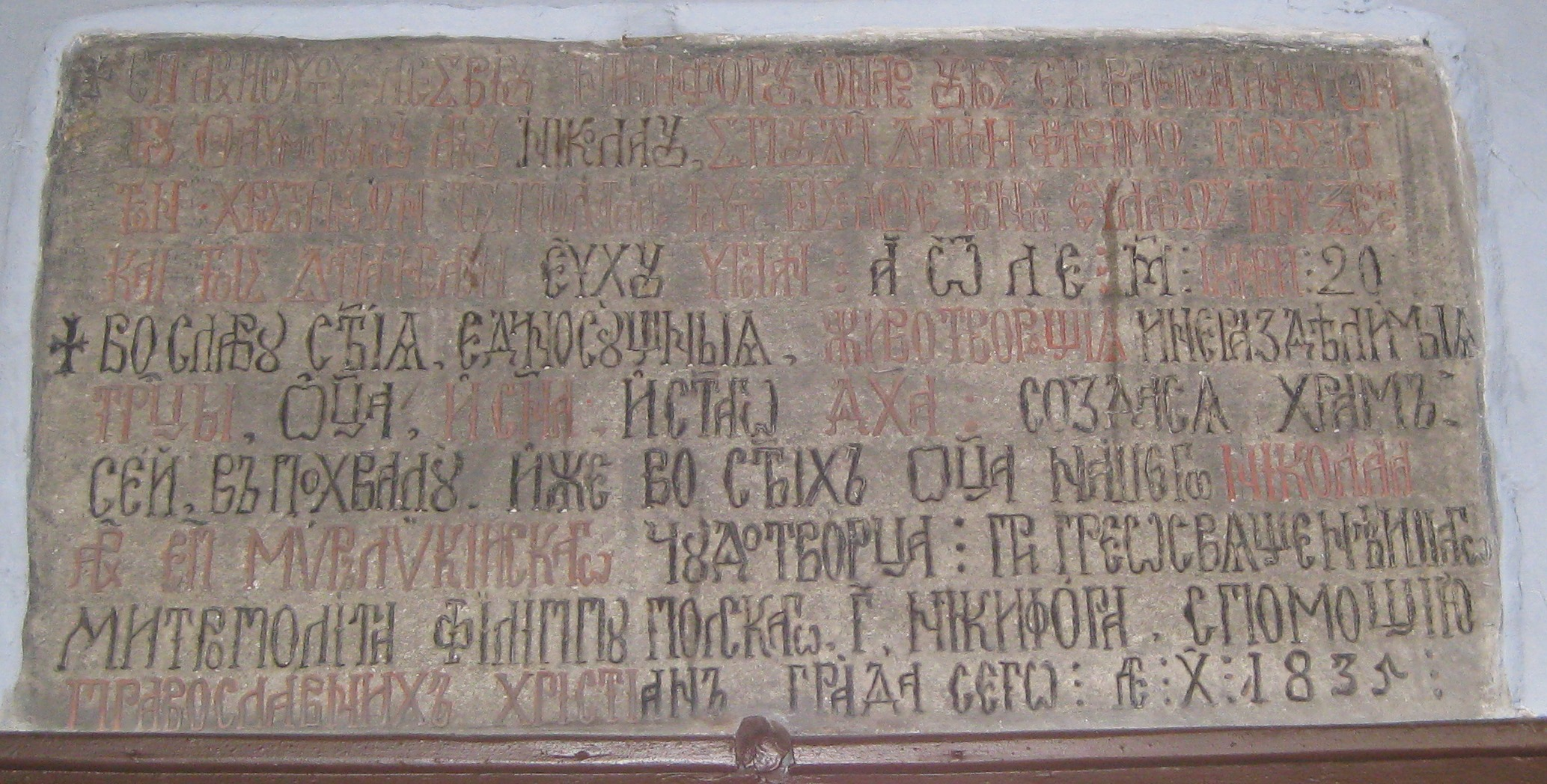
Kamenná deska s nápisem dedikovaným výstavbě chrámu
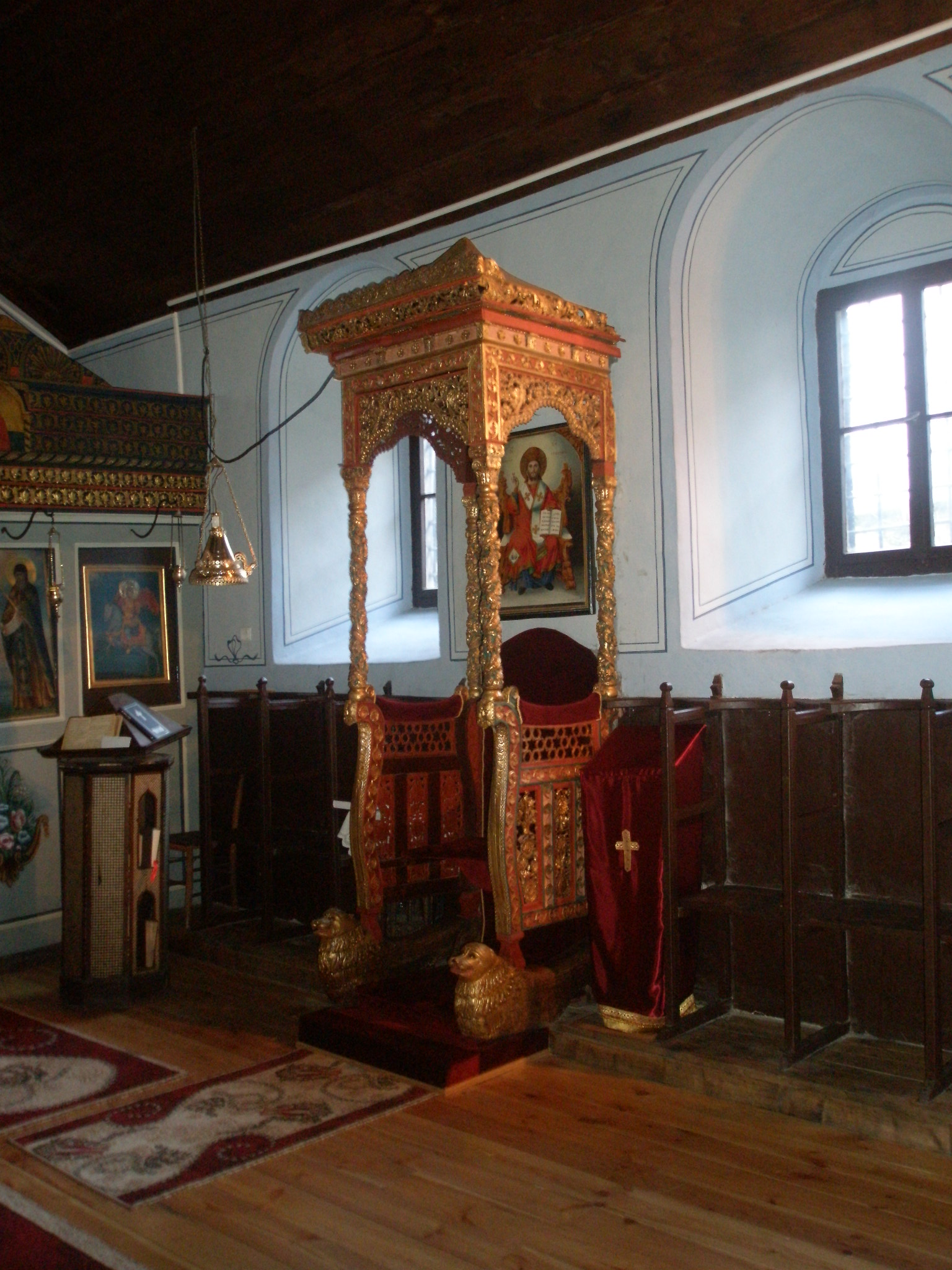
Oltář v interiéru chrámu
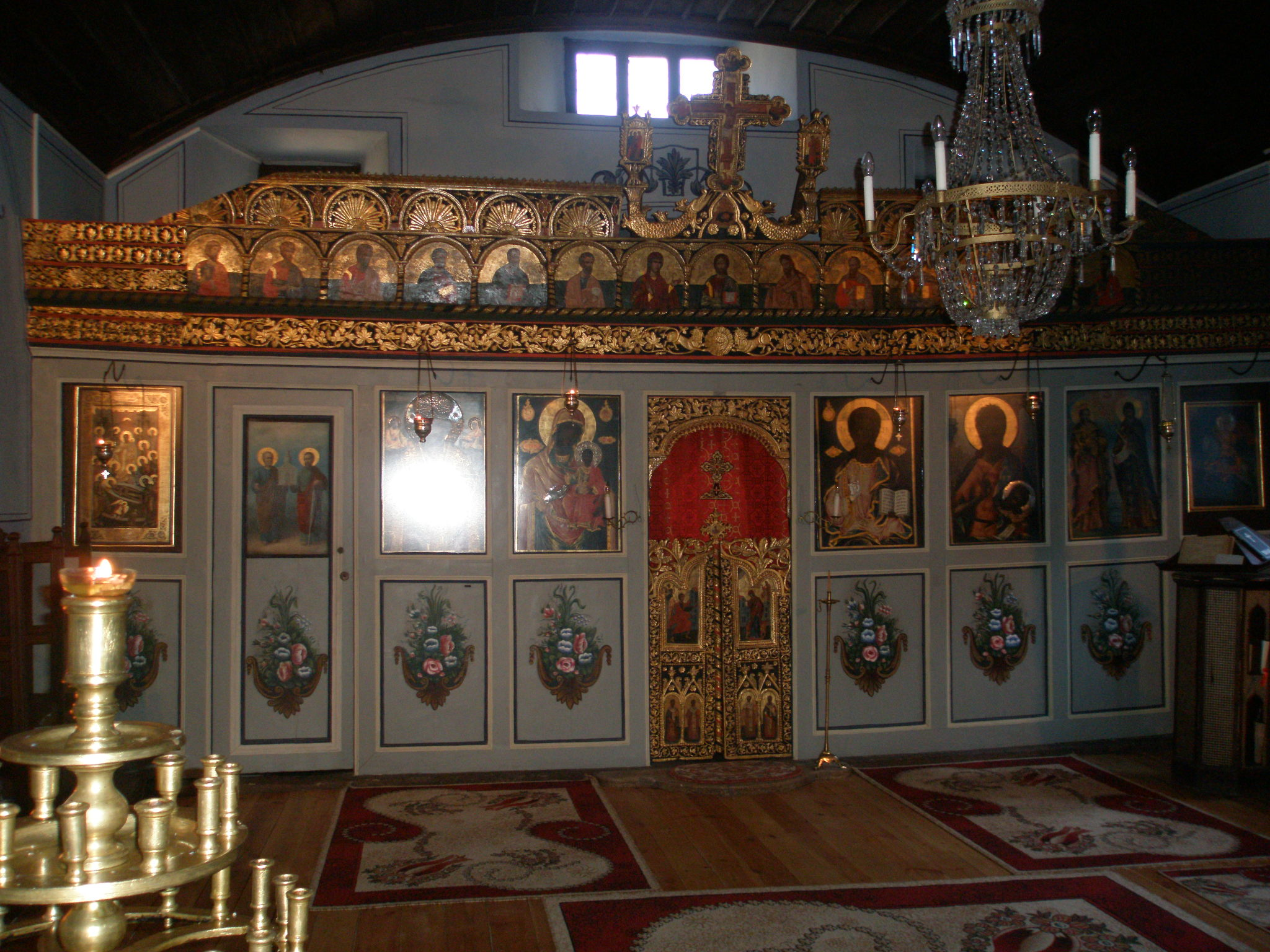
Pohled na ikonostas v interiéru chrámu
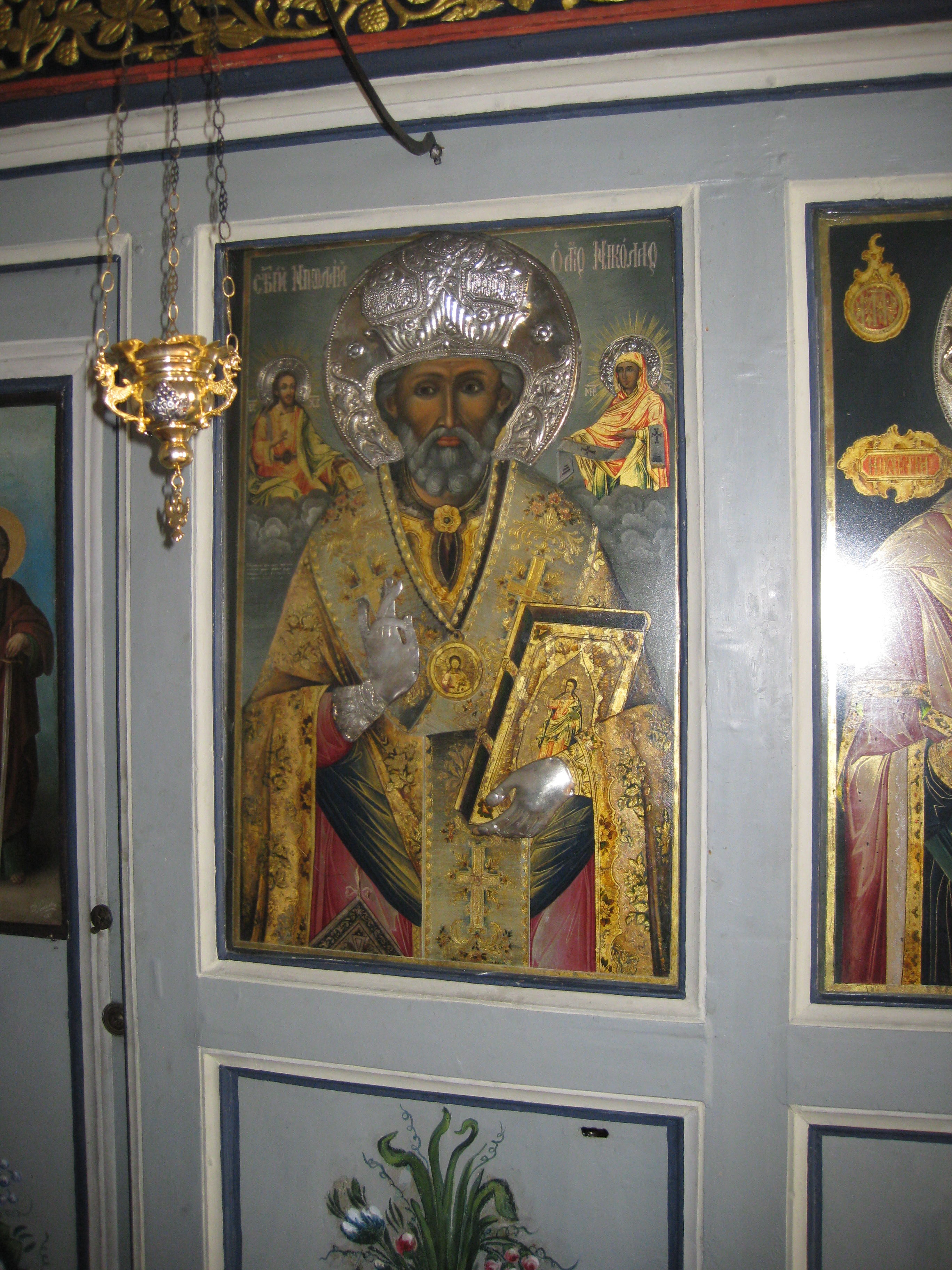
Jedna z ikon na ikonostasu